# Triplopogon
Triplopogon là một chi thực vật có hoa trong họ Hòa thảo (Poaceae).

## Loài
Chi Triplopogon gồm các loài: